# Eschenburg
Eschenburg é um município da Alemanha, situado no distrito de Lahn-Dill, no estado de Hesse. Tem 45,71 km² de área, e sua população em 2019 foi estimada em 9.981 habitantes.